# Seafire
Seafire är den fjortonde romanen av John Gardner som handlar om Ian Flemings hemliga agent James Bond. Boken kom 1994 men har hittills inte blivit översatt till svenska.

## Handling
Bond och hans stadiga flickvän, Fredericka (Flicka) von Grüsse, är på en lyxkryssning, när beväpnade män försöker råna passagerarna. Bond och Flicka övermannar dem, strax innan en explosion tvingar alla passagerare att lämna fartyget.
Tillbaka i London har Bond nyligen tagit över som chef för den nyinstiftade sektionen Two Zeros, efter en större omorganisering. Arbetet styrs av en kommitté, där en minister, M, samt representanter för andra brittiska underrättelsetjänster också ingår. Kommittén, MicroGlobe One, har utrett lyxkryssarens ägare, Sir Max Tarn, under en tid. Det finns tecken på att han är vapenhandlare, och till och med fått tag på en ubåt, något som oroar kommittén. Eftersom kommittén är rädd att Sir Max och Tarn International ska förstöra alla bevis och se till att han blir frisläppt om de griper honom får Bond i uppdrag att stöta samman med Sir Max och varna honom för vad som ska hända, så att Sir Max ska fly.
Bond och Flicka åker till Cambridge, där Sir Max och hans följe tillfälligt bor på ett hotell. Efter att ha stött samman med Sir Max medhjälpare, skickar de ett brev till Sir Max för att locka honom att träffa dem. Sir Max sänder efter Bond, och när denne smickrar honom och ljuger övertygande om sin nuvarande tjänst, bestämmer sig Sir Max för att fly. Innan Bond och Flicka åker, blir de dock fångade av Sir Max medhjälpare, Cuthbert och Archibald, och förda till en hemlig plats. Sir Max kommer dit och förhindrar Cuthbert och Archibald från att döda Bond och Flicka.
Strax därpå får Bond och Flicka reda på att Sir Max förmodats dött i en bilolycka – innan Bond såg honom. M får dock ett spå av en gammal vän, Peter Dolmech, som var den som först upplyste kommittén om Sir Max förehavanden. Dolmech leder Bond och Flicka till Sevilla, där han dock blir mördad. Bond jagar ifatt mördarna och lyckas få tag på Dolmechs väska. M, som blivit alltmer sjuklig och befinner sig hemma, visar Bond Dolmechs ledtråd, som leder till Israel, där Sir Max fru, Lady Trish, befinner sig. Bond och Flicka möter där Steve Natkowitz (från The man from Barbarossa), som leder dem till Trish Nuzzi och hennes livvakter, som visar sig vara Cuthbert och Archibald, fast utan att vara förklädda som män, under namnen Cathy och Anna. De båda livvakterna berättar att deras kidnappning av Bond och Flicka varit ett försök att hålla dem säkra från Sir Max. Lady Trish har blivit misshandlad av Sir Max medhjälpare och berättar därför om hans verkliga bakgrund och kommande operation som nästa Führer, lett från hans förfäders slott i Tyskland. Bond och Flicka ska föra med sig trion till London för beskydd, men Trish och hennes livvakter flyr. 

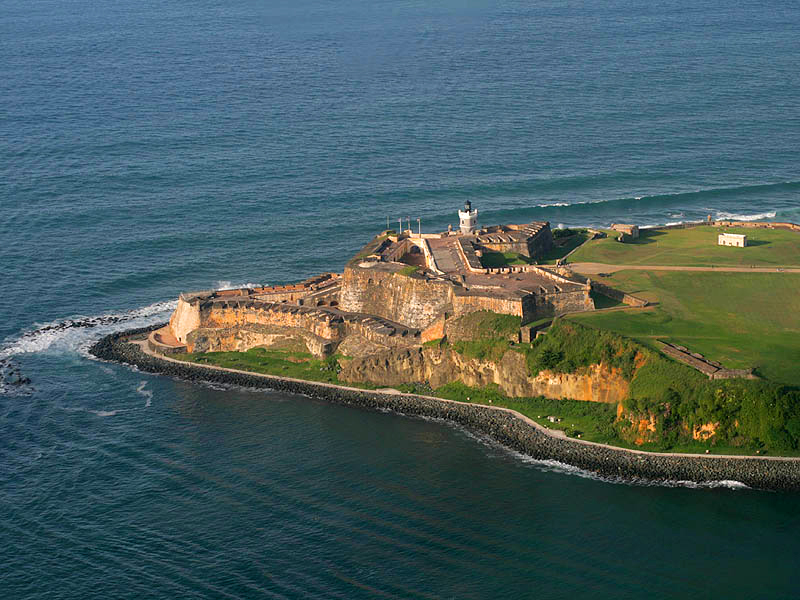
Flygbild av Castillo San Felipe del Morro i Puerto Rico, där slutstriden utspelar sig.

Bond åker själv till Tyskland där han lyckas spåra upp Sir Max slott och spår till en mullvad inom kommittén, vilket förklarar hur Sir Max kunnat undfly fångst så länge. Genom att lova lättnader för den infångade mullvaden, lyckas Bond få ett spår till Sir Max slutliga plan, i Puerto Rico. Bond och Flicka åker dit, och möter där Bonds gamle vän, Felix Leiter, som guidar dem till Castillo San Felipe del Morro samt det vetenskapliga projekt som Sir Max har sponsrat, en anläggning för att rensa upp oljespill i havet. Spaning avslöjar att Sir Tarns plan är att låta en oljetanker spilla olja, som sedan den (icke-fungerande) anläggningen ska rensa upp – men i själva verket torpedera oljetankern med sin ubåt. Under tiden fångar Sir Max medhjälpare Flicka och Leiter. Bond lyckas ta sig in i ubåten och spränga den, samt med hjälp av en SAS-styrka övermanna Sir Max och frita Flicka och Leiter.

## Karaktärer (i urval)
- James Bond
- M
- Fredericka (Flicka) von Grüsse
- Sir Max Tarn
- Trish Nuzzi, Lady Trish
- Cuthbert
- Archibald
- Bill Tanner
- Ann Reilley
- Steve Natkowitz (där han kallades Peter Natkowitz)
- Felix Leiter

## Om boken
I slutet av den föregående boken, Never send flowers öppnade Bond för att möjligen gifta sig med Flicka von Grüsse. I kapitel 13 av Seafire, "Hell of an Engagement Party" minns Bond flera av sina tidigare förhållanden: Vesper Lynd från Casino Royale, Honeychile Rider från Döden på Jamaica, Domino Vitali från Åskbollen, Kissy Suzuki från Man lever bara två gånger, samt Tracy di Vicenzo, som Bond gifte sig med i I hennes majestäts hemliga tjänst.